# Сан-Педрито (станция метро)
«Сан-Педрито» (исп. San Pedrito) —  конечная станция Линии A метрополитена Буэнос-Айреса. Станция расположена между станцией Сан-Хосе де Флорес и терминалом. На станции расположены: центральная платформа, эскалаторы, лифты, информационные плакаты и телевизоры.

## Местоположение
Станция расположена на проспекте Авенида Ривадавия, в месте его пересечения с улицей Авенида Наска / Сан-Педрито и улицами Argerich и Quirno, в районе Флорес.

## История
Первоначальное название станции данное в процессе строительства - Станция Наска (впоследствии заменено на Сан-Педрито)
Станция открыта в пятницу 27 сентября 2013, в районе Флорес

## Городские достопримечательности
- Авенида Наска

## Галерея

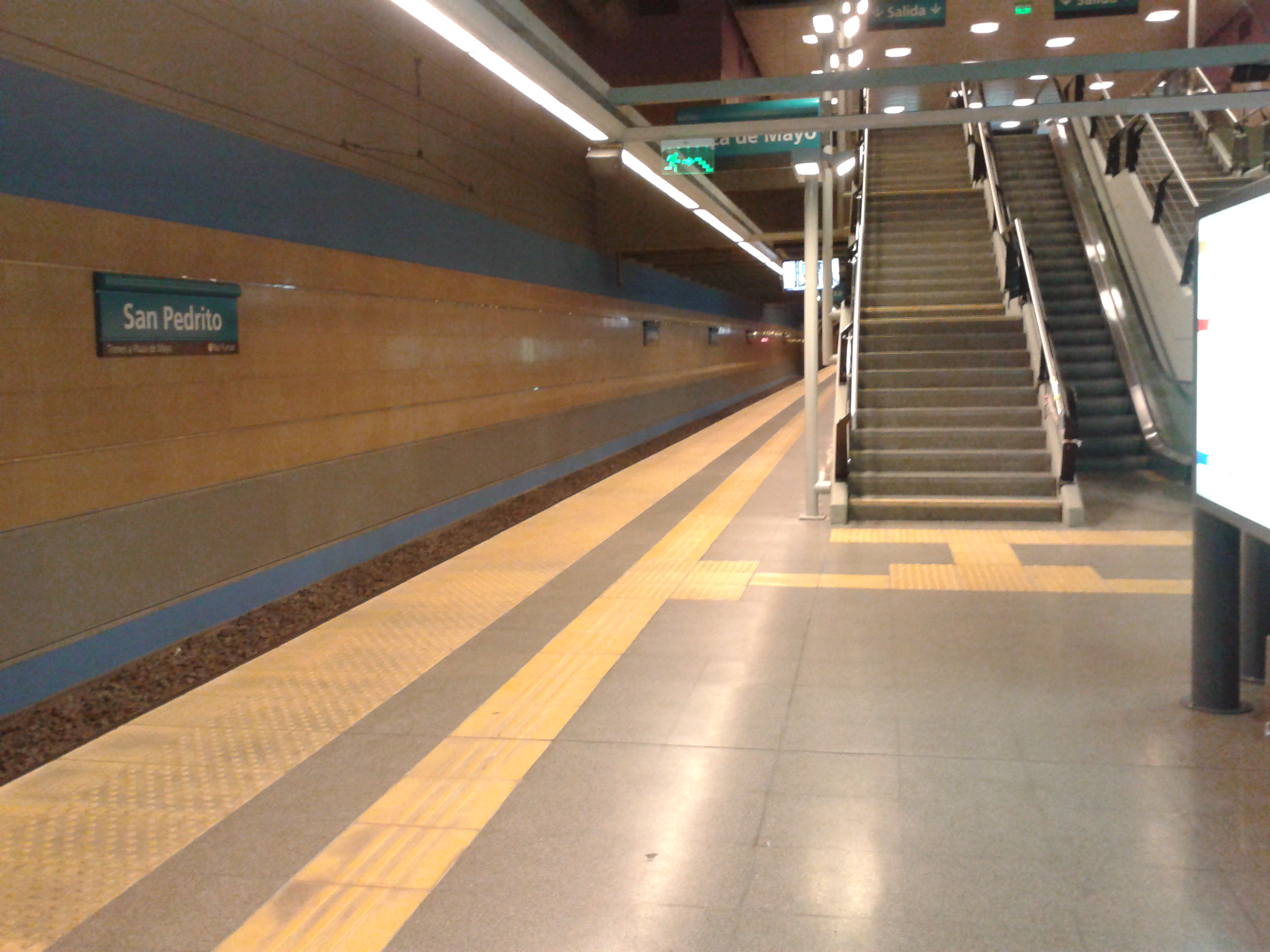
Пустая платформа
- Поезд на станции